# Montana City (Montana)
Montana City es un lugar designado por el censo (en inglés, census-designated place, CDP) situado en el condado de Jefferson, Montana, Estados Unidos. Según el censo de 2020, tiene una población de 2918 habitantes.

## Geografía
La localidad está ubicada en las coordenadas 46°31′26″N 111°56′00″O / 46.52389, -111.93333. Según la Oficina del Censo, tiene una superficie total de 88.37 km², de los cuales 88.31 km² corresponden a tierra firme y 0.06 km² están cubiertos de agua.

## Demografía
Según el censo de 2020, hay 2918 personas residiendo en la localidad. La densidad de población es de 33.04 hab./km². El 91.7% de los habitantes son blancos, el 0.2% son afroamericanos, el 0.5% son amerindios, el 0.5% son asiáticos, el 0.5% son de otras razas y el 6.6% son de una mezcla de razas. Del total de la población, el 2.4% son hispanos o latinos de cualquier raza.